# Maile Misajon
Maile Misajon, född 17 september 1976, är en amerikansk sångerska
Hon växte upp i Long Beach, Kalifornien och började sjunga i 3-årsåldern med sina syskon Aaron, Leilani och Kevin i deras pappas band. Vid 5 års ålder gick hon med i International Children's Choir och turnerade i USA, Europa och Mellanöstern. Hon uppträdde även på barnens version av hitsingeln "We Are The World".
Misajo var med i det amerikanska tjejbandet Eden's Crush (2000 – 2002).